# Neudrossenfeld
Neudrossenfeld település Németországban, azon belül Bajorországban. Lakosainak száma 3746 fő (2023. december 31.).

## Népesség
A település népessége az elmúlt években az alábbi módon változott:
| Lakosok száma | 942  | 1216 | 1936 | 3002 | 3843 | 3807 | 3767 | 3757 | 3767 | 3746 |
|               | 1875 | 1950 | 1975 | 1987 | 2012 | 2014 | 2016 | 2017 | 2021 | 2023 |